# Ludvig II av Hessen-Darmstadt
Ludvig II av Hessen-Darmstadt, född 26 december 1777 i Darmstadt, död 16 juni 1848, var en tysk furste som var regerande storhertig av Hessen från 1830 till 1848.

## Biografi
Ludvig II var son till Ludvig X av Hessen-Darmstadt och Louise av Hessen-Darmstadt (1761-1829).
Han gifte sig i Karlsruhe 1804 med Wilhelmine av Baden (1788–1836). 
Barn:
- Ludvig III av Hessen-Darmstadt (1806–1877)
- Karl av Hessen-Darmstadt (1809–1877), gift med Elisabeth av Preussen (1815–1885)
- Alexander av Hessen-Darmstadt (1823–1888), morganatiskt gift med Julia von Haucke (senare prinsessa av Battenberg)
- Maria Alexandrovna (Marie av Hessen) (1824–1880), gift med tsar Alexander II av Ryssland